# Kenta Shimizu
Kenta Shimizu (født 18. september 1981) er en japansk fodboldspiller, som spiller for den japanske fodboldklub Kamatamare Sanuki.